# Saint-Germain-le-Châtelet
Saint-Germain-le-Châtelet là một làng và xã tại tỉnh Territoire de Belfort, vùng Bourgogne-Franche-Comté, đông bắc Pháp.

## Thông tin nhân khẩu
Theo điều tra nhân khẩu năm 1999, xã này có dân số 525.
The estimation for 2004 was 574.